# Apokalipsa Adama
Apokalipsa Adama – gnostycki utwór z Nag Hammadi (NHC V,5). Treścią jest objawienie Adama przekazane synowi Setowi, ukazujące stan ludzkości po utracie gnozy i zapowiedź nadejścia Oświeciciela, który przyniesie ją ponownie, by zbawić ludzkość.